# Bugs Bunny: Rabbit Rampage
Bugs Bunny: Rabbit Rampage est un jeu vidéo de plate-forme pour Super Nintendo sorti en 1994.

## Histoire
Vous incarnez Bugs Bunny devant traverser différents tableaux tirés de l'univers des Looney Tunes et Merrie Melodies afin de démasquer la personne se cachant derrière le pinceau géant que l'on voit en début de chaque niveau.

## Progression dans le jeu
Le jeu se décompose en plusieurs niveaux représentant chacun un décor célèbre des dessins-animés des séries Looney Tunes et Merrie Melodies. À noter que le numéro des niveaux ne suit pas un ordre logique mais est généralement un clin d'œil à l'univers dans lequel il se déroule. Le huitième niveau est situé sur un ring de catch, où Bugs doit combattre « Crusher », faisant directement référence au dessin animé Champion de catch (Bunny Hugged).

## Reception
Le jeu est noté 91% dans le magazine Joypad (magazine) par Trazom et T.S.R

## À noter
L'apparition du pinceau géant au début de chaque niveau ainsi que dans le tableau final est une référence directe au court-métrage d'animation Duck Amuck réalisé par Chuck Jones en 1953.